# Catamecia kordofana
Catamecia kordofana är en fjärilsart som beskrevs av Edward P. Wiltshire 1977. Catamecia kordofana ingår i släktet Catamecia och familjen nattflyn. Inga underarter finns listade i Catalogue of Life.